# Claudia Zwiers
Claudia Antoinette Zwiers (Haarlem, 23 novembre 1973) è un'ex judoka olandese.

## Carriera
Allieva di Cor van der Geest, Zwiers ha gareggiato in quasi tutte le manifestazioni internazionali degli anni Novanta. Ai Giochi olimpici di Atlanta 1996, ha vinto una medaglia di bronzo nella classe fino a 66kg, stesso anno in cui è diventata campionessa europea. Nel 2000 non partecipò alle Olimpiadi, tenutesi a Sydney, in quanto nella propria categoria la spuntò la connazionale Edith Bosch, Zwiers così scelse di aumentare la categoria di peso, passando alla classe successiva dei fino a 70kg e poi fino a 78kg. Ciò le permise, quattro anni più tardi, di qualificarsi ai Giochi olimpici di Atene 2004, dove però uscì sconfitta in entrambi i round.

Dal 1990 al 2010, Zwiers ha vinto 12 volte il campionato nazionale e collezionato 3 argenti e 5 bronzi.

## Palmarès
| Anno | Manifestazione | Sede              | Evento | Risultato | Note |
| ---- | -------------- | ----------------- | ------ | --------- | ---- |
| 1992 | Europei        | Parigi            | 66kg   | 7º        |      |
| 1993 | Europei        | Atene             | 66kg   | Bronzo    |      |
| 1994 | Europei        | Danzica           | 66kg   | Bronzo    |      |
| 1995 | Mondiali       | Chiba             | 66kg   | 5º        |      |
| 1996 | Olimpiadi      | Atlanta           | 66kg   | Bronzo    |      |
| 1996 | Europei        | L'Aia             | 66kg   | Oro       |      |
| 1997 | Europei        | Ostenda           | 66kg   | Bronzo    |      |
| 1999 | Europei        | Bratislava        | 70kg   | 7º        |      |
| 2001 | Mondiali       | Monaco di Baviera | 78kg   | 5º        |      |
| 2001 | Europei        | Parigi            | 78kg   | Bronzo    |      |
| 2001 | Universiade    | Pechino           | 78kg   | Argento   |      |
| 2002 | Europei        | Maribor           | 78kg   | Bronzo    |      |
| 2003 | Europei        | Düsseldorf        | 78kg   | 5º        |      |
| 2003 | Mondiali       | Osaka             | 78kg   | 5º        |      |
| 2003 | Mondiali       | Osaka             | Open   | 7º        |      |
| 2004 | Olimpiadi      | Atene             | 78kg   | NF        |      |
| 2005 | Mondiali       | Il Cairo          | 78kg   | Bronzo    |      |
| 2005 | Europei        | Rotterdam         | 78kg   | 5º        |      |
| 2006 | Europei        | Tampere           | 78kg   | 7º        |      |
| 2008 | Europei        | Lisbona           | 78kg   | 5º        |      |